# Grijze vleesvlieg
De grijze vleesvlieg (Sarcophaga carnaria) is een vlieg uit de familie dambordvliegen (Sarcophagidae) die in Europa en Afrika algemeen voorkomt. De wetenschappelijke naam van de soort werd als Musca carnaria in 1758 gepubliceerd door Carl Linnaeus.

## Uiterlijk
De lengte is ongeveer 13 tot 15 millimeter, kleinere exemplaren komen ook voor, de kleur is grijszwart. Op het borststuk zitten enkele lichtere lengtestrepen, op het achterlijf is een patroon van afwisselende lichte vlekken zichtbaar, waaraan de naam dambordvlieg te danken is. Het borststuk is erg breed evenals de uiteinden van de poten. De ogen zijn groot, rond en opvallend rood gekleurd.

## Leefwijze
Anders dan de meeste vliegen is de soort eierlevendbarend: er worden wel eitjes geproduceerd, maar deze komen in het vrouwtje al uit. Dit heeft als voordeel dat de larven meteen kunnen beginnen met eten. De larven worden afgezet op aas of vers vlees van open wonden waarin ze zich verder ontwikkelen. Lange tijd werd gedacht dat ze vlees of aas als voedsel hadden, vandaar de naam vleesvlieg, maar de larven jagen op andere aas-etende larven en zijn dus predatoren.
De grijze vleesvlieg is niet gebonden aan een habitat; als er voedsel (karkassen) is voor de larven kan de vlieg zich handhaven. De volwassen vlieg leeft van nectar en bezoekt bloemen maar zuigt ook aan uitwerpselen.